# 龙开富
龙开富（1908年—1977年2月3日），湖南省茶陵县火田乡白腊村（今红色农场）人。中国人民解放军开国少将。
原本姓谭，因为家里穷，被母亲过继给了舅舅，改姓龙。1927年3月在家乡参加农民运动，为白腊村农协委员，得罪了本地的大地主，被迫出逃去广州、武汉投奔革命，但都未找到队伍，只好躲到了茶陵县东边的井冈山麓。1927年9月，秋收起义的工农革命军撤出茶陵县城开拔时，龙开富经工农革命军第一营党代表宛希先批准，参加工农革命军，随部队上井冈山，部队到茅坪后开始担任毛泽东任书记的前委机关的伙夫。龙开富把当年的农会介绍信拿给毛泽东看，毛说：“你是农会的，又敢斗地主，很勇敢、有出息，就留在我身边吧。”于是改任了前委与毛泽东的机要挑夫。行军每到一地，龙开富就去给毛泽东搜集书报，有次回来毛泽东打开一看，全是些学生练习本；还有一次，毛泽东说：“小龙呀，这不是书，这是田亩书册，是人家收税用的，你这个小孩真是，你没文化不行，我来教你文化。”于是在毛泽东亲自教导下开始识字扫盲，当时井冈山被封锁纸张奇缺，就用香烟盒写字传递消息。1928年4月由时任湘赣边界特委机关秘书的谭政介绍加入中国共产党。
曾任任中国工农红军总政治部通信排长，中央军委警卫团第1连代连长兼连党代表，红1军团炮兵营政治委员，红1军团军团部第4科科长，参加了创建井冈山苏区的斗争和中央苏区第一次至第五次反“围剿”作战。
长征到陕北后，参加了直罗镇战役。1936年入中国人民抗日红军大学学习。后任中央军委直属政治处主任。抗日战争时期，任中央军委直属政治处主任。1939年入延安马列学院学习。后任中央军委警卫营政治委员、禁烟督察处处长、商业管理处处长。
解放战争时期，任东北人民自治军驻沈阳交通司令部政治处主任，东北民主联军辽西军区后勤部部长，东北民主联军第7纵队后勤部部长，第四野战军44军后勤部部长。参加了四平保卫战和辽沈、平津、渡江、海南岛等战役。1950年入中南军政大学学习。后任东北军区后勤部卫生部副部长，东北军区后勤部第三办事处主任，沈阳军区后勤部副部长，沈阳军区后勤部第二政治委员。1955年，授予中国人民解放军少将。
1976年发现患肺癌。1977年病逝，2月7日在沈阳举行追悼会。